# Redlichioidea
A Redlichioidea a háromkaréjú ősrákok (Trilobita) osztályának a Redlichiida rendjéhez, ezen belül a Redlichiina alrendjéhez tartozó öregcsalád.

## Rendszerezés
Az öregcsaládba az alábbi családok tartoznak:
- Abadiellidae
- Chengkouaspidae
- Dolerolenidae
- Gigantopygidae
- Kueichowiidae
- Mayiellidae
- Menneraspididae Pokrovskaya, 1959
  - Menneraspis
- Metadoxididae
- Redlichiidae
- Redlichinidae
- Saukiandidae
- Yinitidae